# Medalha Jackson-Gwilt
A Medalha Jackson-Gwilt (em inglês:  Jackson-Gwilt Medal) da Royal Astronomical Society é concedida regularmente desde 1897 para a invenção, aprimoramento ou desenvolvimento de instrumentação ou técnica astronômica; para realização em astronomia observacional, ou para a realização de pesquisas sobre a história da astronomia.
A medalha homenageia Hannah Jackson, nascida Gwilt.

## Laureados
- 1897 Lewis A. Swift
- 1902 Thomas David Anderson
- 1905 John Tebbutt
- 1909 Philibert Jacques Melotte
- 1913 Thomas Henry Espinell Compton Espin
- 1918 Theodore Evelyn Reece Phillips
- 1923 Arthur Stanley Williams e William Sadler Franks
- 1928 William Reid e William Herbert Steavenson
- 1931 Clyde Tombaugh
- 1935 Walter Frederick Gale
- 1938 Frederick J. Hargreaves e Percy Mayow Ryves
- 1942 Reginald Lawson Waterfield
- 1946 Harold William Newton
- 1949 Algernon Montagu Newbegin
- 1953 John Philip Manning Prentice
- 1956 R. P. de Kock
- 1960 F. M. Bateson e Albert F. A. L. Jones
- 1963 George Alcock
- 1968 John Guy Porter
- 1971 Alan William James Cousins
- 1974 Geoffrey Perry
- 1977 Patrick Moore
- 1980 Roger Griffin
- 1983 Grote Reber
- 1986 David Malin
- 1989 Richard E. Hills
- 1992 Richie Stephens
- 1995 Janet Akyüz Mattei
- 1998 Alexander Boksenberg
- 2001 John Evan Baldwin
- 2004 Pat Wallace
- 2006 Keith Taylor
- 2008 Stephen Shectman
- 2009 Peter Ade
- 2010 Craig Mackay
- 2011 Matt Griffin